# 朱美芳
朱美芳（1965年8月—），女，江苏如皋人，中国材料学家，东华大学材料科学与工程学院院长、研究员，东华大学前副校长，中国科学院院士。

## 生平
1986年、1988年、1999年先后获得中国纺织大学学士、硕士和博士学位。
2019年当选为中国科学院院士。